# Coupe du monde de ski alpin 1990-1991
Navigation
Édition précédente Édition suivante
La coupe du monde de ski alpin 1990-1991 commence le 8 août 1990 avec le slalom hommes de Mont Hutt et se termine le 23 mars 1991 avec le slalom hommes de Waterville Valley.
Les hommes disputent 28 épreuves : 8 descentes, 3 super-G, 7 géants, 9 slaloms et 1 combiné.
Les femmes disputent 29 épreuves : 9 descentes, 5 super-G, 6 géants, 7 slaloms et 2 combinés.
Les championnats du monde sont disputés à Saalbach du 22 janvier au 3 février 1991.

## Tableau d'honneur
| Catégorie | Messieurs       | Dames                           |
| --------- | --------------- | ------------------------------- |
| Général   | Marc Girardelli | Petra Kronberger                |
| Descente  | Franz Heinzer   | Chantal Bournissen              |
| Super G   | Franz Heinzer   | Carole Merle                    |
| Géant     | Alberto Tomba   | Vreni Schneider                 |
| Slalom    | Marc Girardelli | Petra Kronberger                |
| Combiné   | Marc Girardelli | Sabine Ginther Florence Masnada |

## Résumé de la saison
Un an après une grave chute en super-G à Sestrières, Marc Girardelli renaît de ses cendres et remporte une quatrième coupe du monde de ski. Le skieur luxembourgeois rejoint ainsi Gustavo Thöni et Pirmin Zurbriggen dans la légende du ski alpin.
Alberto Tomba anime le début de saison avec 3 victoires en slalom à Sestrières et en géant à Alta Badia et Kranjska Gora.
Marc Girardelli reprend la compétition et obtient 3 podiums en géant et en slalom en décembre. Puis, Girardelli marque des points en super-G (troisième à Garmisch) et en descente (huitième à Kitzbühel) et il aligne 3 victoires consécutives de prestige en janvier (slalom et combiné de Kitzbühel et géant d'Adelboden).
Monstre de régularité dans les épreuves techniques (12 fois classé dans les 4 premiers en 14 courses), Marc Girardelli gagne le globe de cristal.
Franz Heinzer est le nouveau roi de la descente. Le skieur suisse remporte les globes de cristal de la descente et du super-G et est sacré champion du monde de descente à Saalbach.
Alberto Tomba gagne 5 géants et la coupe du monde de la spécialité.
Gernot Reinstadler trouve la mort à Wengen : le jeune autrichien (20 ans) chute dans le S d'arrivée de la descente de qualification et agonise dans l'aire d'arrivée. Les courses du Lauberhorn sont annulées.
Pour la dernière fois de son histoire, la coupe du monde de ski débute en août dans l'hémisphère Sud. Le brouillard et le vent perturbent le prologue de Mont Hutt et 2 courses sont annulées.
Petra Kronberger remporte avec éclat une deuxième coupe du monde de ski. 
L'autrichienne devient la première skieuse à s'imposer dans toutes les disciplines du ski alpin et réussit en plus l'exploit de gagner dans les 5 disciplines au cours d'une même saison, à l'instar de Marc Girardelli en 1988-1989.
Petra Kronberger réalise une première partie de saison sensationnelle, digne d'Annemarie Moser-Pröll, avec 8 victoires et 3 podiums en 16 courses.
L'autrichienne tue rapidement tout suspense et possède à mi-janvier, avant les championnats du monde de Saalbach, une avance de 184 points sur sa dauphine, Carole Merle.
Victime d’une lésion du genou à Saalbach, sa fin de saison est plus discrète. Petra Kronberger gagne la coupe du monde de slalom, mais cette blessure lui coûte plusieurs globes de cristal.
Carole Merle remporte une troisième coupe du monde de super-G d'affilée.
Vreni Schneider gagne la coupe du monde de géant.

## Système de points
Le vainqueur d'une épreuve de coupe du monde se voit attribuer 25 points pour le classement général. Les skieurs classés aux quinze premières places marquent des points.
| Place  | 1er | 2d | 3e | 4e | 5e | 6e | 7e | 8e | 9e | 10e | 11e | 12e | 13e | 14e | 15e |
| ------ | --- | -- | -- | -- | -- | -- | -- | -- | -- | --- | --- | --- | --- | --- | --- |
| Points | 25  | 20 | 15 | 12 | 11 | 10 | 9  | 8  | 7  | 6   | 5   | 4   | 3   | 2   | 1   |

## Classement général
| Rang | Nom                   | Points | Victoire(s) | Podium(s) |
| ---- | --------------------- | ------ | ----------- | --------- |
| 1    | Marc Girardelli       | 242    | 3           | 9         |
| 2    | Alberto Tomba         | 222    | 6           | 9         |
| 3    | Rudolf Nierlich       | 201    | 2           | 9         |
| 4    | Franz Heinzer         | 199    | 4           | 8         |
| 5    | Ole Kristian Furuseth | 156    | 2           | 5         |
| 6    | Atle Skårdal          | 153    | 2           | 6         |
| 7    | Günther Mader         | 117    | 1           | 2         |
| 8    | Paul Accola           | 114    | -           | 2         |
| 9    | Lasse Kjus            | 103    | -           | 2         |
| 10   | Thomas Fogdö          | 95     | 1           | 4         |
| 11   | Daniel Mahrer         | 93     | 1           | 1         |
| 12   | Stefan Eberharter     | 88     | -           | 3         |
| 13   | Thomas Stangassinger  | 80     | -           | 2         |
| 14   | Armin Bittner         | 77     | -           | -         |
| 15   | Urs Kälin             | 70     | -           | 2         |
| 16   | Hannes Zehentner      | 68     | -           | 1         |
| 17   | Kjetil André Aamodt   | 67     | -           | -         |
| 18   | Franck Piccard        | 66     | 1           | 2         |
| 19   | Michael Tritscher     | 65     | 1           | 2         |
| 20   | Rob Boyd              | 64     | -           | 2         |
| 20   | Helmut Höflehner      | 64     | -           | 2         |

| Rang | Nom                    | Points | Victoire(s) | Podium(s) |
| ---- | ---------------------- | ------ | ----------- | --------- |
| 1    | Petra Kronberger       | 312    | 8           | 12        |
| 2    | Sabine Ginther         | 195    | 2           | 7         |
| 3    | Vreni Schneider        | 185    | 3           | 8         |
| 4    | Chantal Bournissen     | 181    | 3           | 8         |
| 5    | Carole Merle           | 176    | 3           | 5         |
| 6    | Anita Wachter          | 142    | 1           | 4         |
| 7    | Pernilla Wiberg        | 140    | 3           | 5         |
| 8    | Ingrid Salvenmoser     | 103    | -           | 2         |
| 9    | Michaela Gerg-Leitner  | 94     | -           | 2         |
| 10   | Blanca Fernandez-Ochoa | 88     | 1           | 1         |
| 11   | Katharina Gutensohn    | 87     | 2           | 2         |
| 12   | Anja Haas              | 86     | 1           | 2         |
| 13   | Veronika Wallinger     | 84     | -           | 2         |
| 14   | Eva Twardokens         | 83     | -           | 1         |
| 15   | Katja Seizinger        | 79     | -           | -         |
| 16   | Kerrin Lee-Gartner     | 78     | -           | 1         |
| 17   | Sylvia Eder            | 76     | -           | 1         |
| 18   | Lucie Laroche          | 73     | -           | 2         |
| 19   | Nataša Bokal           | 71     | 1           | 2         |
| 20   | Karin Dedler           | 70     | -           | 1         |

## Classements de chaque discipline
Les noms en gras remportent les titres des disciplines.

### Descente
| Rang | Nom              | Points | Victoire(s) | Podium(s) |
| ---- | ---------------- | ------ | ----------- | --------- |
| 1    | Franz Heinzer    | 159    | 4           | 6         |
| 2    | Atle Skårdal     | 125    | 2           | 6         |
| 3    | Daniel Mahrer    | 81     | 1           | 1         |
| 4    | Helmut Höflehner | 64     | -           | 2         |
| 5    | Rob Boyd         | 62     | -           | 2         |
| 6    | Patrick Ortlieb  | 56     | -           | 1         |
| 7    | Hannes Zehentner | 50     | -           | 1         |
| 7    | Leonhard Stock   | 50     | 1           | 1         |
| 9    | William Besse    | 47     | -           | -         |
| 10   | Lasse Arnesen    | 44     | -           | -         |

| Rang | Nom                 | Points | Victoire(s) | Podium(s) |
| ---- | ------------------- | ------ | ----------- | --------- |
| 1    | Chantal Bournissen  | 140    | 2           | 7         |
| 2    | Sabine Ginther      | 122    | 2           | 4         |
| 3    | Petra Kronberger    | 90     | 2           | 3         |
| 4    | Carole Merle        | 76     | -           | 2         |
| 5    | Veronika Wallinger  | 74     | -           | 2         |
| 6    | Katharina Gutensohn | 72     | 2           | 2         |
| 7    | Anja Haas           | 70     | 1           | 2         |
| 8    | Varvara Zelenskaïa  | 68     | -           | 2         |
| 9    | Kerrin Lee-Gartner  | 60     | -           | 1         |
| 10   | Lucie Laroche       | 49     | -           | 1         |

### Super G
| Rang | Nom                 | Points | Victoire(s) | Podium(s) |
| ---- | ------------------- | ------ | ----------- | --------- |
| 1    | Franz Heinzer       | 40     | -           | 2         |
| 2    | Stefan Eberharter   | 33     | -           | 2         |
| 3    | Atle Skårdal        | 28     | -           | -         |
| 4    | Franck Piccard      | 27     | 1           | 1         |
| 5    | Günther Mader       | 26     | 1           | 1         |
| 6    | Markus Wasmeier     | 25     | 1           | 1         |
| 7    | Patrick Holzer      | 20     | -           | 1         |
| 8    | Kjetil André Aamodt | 19     | -           | -         |
| 9    | Hannes Zehentner    | 18     | -           | -         |
| 10   | Marc Girardelli     | 15     | -           | 1         |
| 10   | Luc Alphand         | 15     | -           | -         |

| Rang | Nom                   | Points | Victoire(s) | Podium(s) |
| ---- | --------------------- | ------ | ----------- | --------- |
| 1    | Carole Merle          | 88     | 2           | 3         |
| 2    | Petra Kronberger      | 70     | 2           | 3         |
| 3    | Michaela Gerg-Leitner | 44     | -           | 2         |
| 4    | Karin Dedler          | 33     | -           | 1         |
| 4    | Katja Seizinger       | 33     | -           | -         |
| 6    | Chantal Bournissen    | 30     | 1           | 1         |
| 6    | Sigrid Wolf           | 30     | -           | 1         |
| 8    | Sabine Ginther        | 28     | -           | 1         |
| 9    | Sylvia Eder           | 26     | -           | -         |
| 10   | Lucie Laroche         | 24     | -           | 1         |

### Géant
| Rang | Nom                   | Points | Victoire(s) | Podium(s) |
| ---- | --------------------- | ------ | ----------- | --------- |
| 1    | Alberto Tomba         | 152    | 5           | 6         |
| 2    | Rudolf Nierlich       | 101    | -           | 1         |
| 3    | Marc Girardelli       | 84     | 1           | 4         |
| 4    | Urs Kälin             | 64     | -           | 2         |
| 5    | Fredrik Nyberg        | 52     | 1           | 1         |
| 6    | Ole Kristian Furuseth | 44     | -           | 1         |
| 7    | Günther Mader         | 35     | -           | -         |
| 7    | Stefan Eberharter     | 35     | -           | 1         |
| 9    | Johan Wallner         | 34     | -           | -         |
| 10   | Kjetil André Aamodt   | 32     | -           | -         |

| Rang | Nom                | Points | Victoire(s) | Podium(s) |
| ---- | ------------------ | ------ | ----------- | --------- |
| 1    | Vreni Schneider    | 113    | 2           | 5         |
| 2    | Anita Wachter      | 79     | 1           | 2         |
| 3    | Pernilla Wiberg    | 61     | 1           | 2         |
| 4    | Eva Twardokens     | 57     | -           | 1         |
| 5    | Sylvia Eder        | 50     | -           | 1         |
| 5    | Julie Lunde Hansen | 50     | -           | 1         |
| 7    | Petra Kronberger   | 44     | 1           | 2         |
| 8    | Nataša Bokal       | 43     | -           | 1         |
| 9    | Ulrike Maier       | 42     | -           | 1         |
| 10   | Julie Parisien     | 36     | 1           | 1         |

### Slalom
| Rang | Nom                   | Points | Victoire(s) | Podium(s) |
| ---- | --------------------- | ------ | ----------- | --------- |
| 1    | Marc Girardelli       | 110    | 1           | 3         |
| 2    | Ole Kristian Furuseth | 102    | 2           | 4         |
| 3    | Rudolf Nierlich       | 100    | 2           | 5         |
| 4    | Thomas Fogdö          | 95     | 1           | 4         |
| 5    | Thomas Stangassinger  | 80     | -           | 2         |
| 6    | Alberto Tomba         | 70     | 1           | 3         |
| 7    | Paul Accola           | 67     | -           | 2         |
| 8    | Michael Tritscher     | 64     | 1           | 2         |
| 9    | Armin Bittner         | 62     | -           | -         |
| 10   | Mats Ericson          | 56     | -           | -         |

| Rang | Nom                    | Points | Victoire(s) | Podium(s) |
| ---- | ---------------------- | ------ | ----------- | --------- |
| 1    | Petra Kronberger       | 83     | 2           | 3         |
| 2    | Pernilla Wiberg        | 79     | 2           | 3         |
| 3    | Blanca Fernandez-Ochoa | 76     | 1           | 1         |
| 4    | Ingrid Salvenmoser     | 75     | -           | 2         |
| 5    | Vreni Schneider        | 72     | 1           | 3         |
| 6    | Christine von Grünigen | 61     | -           | 1         |
| 7    | Veronika Sarec         | 60     | -           | 2         |
| 8    | Monika Maierhofer      | 59     | -           | 2         |
| 9    | Patricia Chauvet       | 50     | -           | 1         |
| 10   | Kristina Andersson     | 37     | -           | 1         |
| 10   | Karin Buder            | 37     | -           | -         |

### Combiné
| Rang | Nom                | Points | Victoire(s) | Podium(s) |
| ---- | ------------------ | ------ | ----------- | --------- |
| 1    | Marc Girardelli    | 25     | 1           | 1         |
| 2    | Lasse Kjus         | 20     | -           | 1         |
| 3    | Günther Mader      | 15     | -           | 1         |
| 4    | Paul Accola        | 12     | -           | -         |
| 5    | Stephan Eberharter | 11     | -           | -         |
| 6    | Kristian Ghedina   | 10     | -           | -         |
| 7    | Peter Runggaldier  | 9      | -           | -         |
| 8    | Josef Polig        | 8      | -           | -         |
| 9    | Xavier Gigandet    | 7      | -           | -         |
| 10   | Jan Einar Thorsen  | 6      | -           | -         |

| Rang | Nom                   | Points | Victoire(s) | Podium(s) |
| ---- | --------------------- | ------ | ----------- | --------- |
| 1    | Sabine Ginther        | 35     | -           | 2         |
| 1    | Florence Masnada      | 35     | -           | 2         |
| 3    | Ingrid Stöckl         | 34     | 1           | 1         |
| 4    | Petra Kronberger      | 25     | 1           | 1         |
| 5    | Michaela Gerg-Leitner | 21     | -           | -         |
| 6    | Stefanie Schuster     | 20     | -           | -         |
| 7    | Lucia Medzihradska    | 18     | -           | -         |
| 8    | Anja Haas             | 16     | -           | -         |
| 9    | Anita Wachter         | 12     | -           | -         |
| 10   | Chantal Bournissen    | 11     | -           | -         |

## Calendrier et résultats

### Messieurs
| Date                                                             | Lieu              | Épreuve     | Vainqueur             | Second                        | Troisième            |
| ---------------------------------------------------------------- | ----------------- | ----------- | --------------------- | ----------------------------- | -------------------- |
| 8 aout 1990                                                      | Mont Hutt         | Slalom      | Peter Roth            | Michael Tritscher             | Alberto Tomba        |
| 9 aout 1990                                                      | Mont Hutt         | Géant       | Fredrik Nyberg        | Lasse Kjus                    | Franck Piccard       |
| 2 décembre 1990                                                  | Valloire          | Super G     | Franck Piccard        | Franz Heinzer                 | Stephan Eberharter   |
| 8 décembre 1990                                                  | Val d'Isère       | Descente    | Leonhard Stock        | Franz Heinzer                 | Peter Wirnsberger    |
| 11 décembre 1990                                                 | Sestrière         | Slalom      | Alberto Tomba         | Ole Kristian Furuseth         | Rudolf Nierlich      |
| 14 décembre 1990                                                 | Val Gardena       | Descente I  | Franz Heinzer         | Berni Huber                   | Atle Skårdal         |
| 15 décembre 1990                                                 | Val Gardena       | Descente II | Atle Skårdal          | Rob Boyd                      | Luc Alphand          |
| 16 décembre 1990                                                 | Alta Badia        | Géant       | Alberto Tomba         | Urs Kälin                     | Marc Girardelli      |
| 18 décembre 1990                                                 | Madonna           | Slalom      | Ole Kristian Furuseth | Thomas Fogdö                  | Marc Girardelli      |
| 21 décembre 1990                                                 | Kranjska Gora     | Géant       | Alberto Tomba         | Urs Kälin                     | Marc Girardelli      |
| 22 décembre 1990                                                 | Kranjska Gora     | Slalom      | Ole Kristian Furuseth | Thomas Fogdö                  | Thomas Stangassinger |
| 5 janvier 1991                                                   | Garmisch          | Descente    | Daniel Mahrer         | Hannes Zehentner              | Atle Skårdal         |
| 6 janvier 1991                                                   | Garmisch          | Super G     | Günther Mader         | Franz Heinzer                 | Marc Girardelli      |
| 12 janvier 1991                                                  | Kitzbühel         | Descente    | Franz Heinzer         | Peter Runggaldier             | Rob Boyd             |
| 13 janvier 1991                                                  | Kitzbühel         | Slalom      | Marc Girardelli       | Ole Kristian Furuseth         | Rudolf Nierlich      |
| 13 janvier 1991                                                  | Kitzbühel         | Combiné     | Marc Girardelli       | Lasse Kjus                    | Günther Mader        |
| 15 janvier 1991                                                  | Adelboden         | Géant       | Marc Girardelli       | Alberto Tomba                 | Rudolf Nierlich      |
| Championnats du monde à Saalbach du 22 janvier au 3 février 1991 |                   |             |                       |                               |                      |
| 26 février 1991                                                  | Oppdal            | Slalom      | Rudolf Nierlich       | Paul Accola                   | Marc Girardelli      |
| 1er mars 1991                                                    | Lillehammer       | Géant       | Alberto Tomba         | Rudolf Nierlich               | Stephan Eberharter   |
| 2 mars 1991                                                      | Lillehammer       | Slalom      | Michael Tritscher     | Thomas Stangassinger          | Paul Accola          |
| 8 mars 1991                                                      | Aspen             | Descente    | Franz Heinzer         | Atle Skårdal                  | Helmut Höflehner     |
| 9 mars 1991                                                      | Aspen             | Géant       | Alberto Tomba         | Rudolf Nierlich               | Marc Girardelli      |
| 10 mars 1991                                                     | Aspen             | Slalom      | Rudolf Nierlich       | Thomas Fogdö                  | Fabio De Crignis     |
| 15 mars 1991                                                     | Lake Louise       | Descente I  | Atle Skårdal          | Franz Heinzer                 | Helmut Höflehner     |
| 16 mars 1991                                                     | Lake Louise       | Descente II | Franz Heinzer         | Atle Skårdal                  | Patrick Ortlieb      |
| 17 mars 1991                                                     | Lake Louise       | Super G     | Markus Wasmeier       | Patrick Holzer                | Stephan Eberharter   |
| 21 mars 1991                                                     | Waterville Valley | Géant       | Alberto Tomba         | Ole Kristian Furuseth         | Rudolf Nierlich      |
| 23 mars 1991                                                     | Waterville Valley | Slalom      | Thomas Fogdö          | Alberto Tomba Rudolf Nierlich |                      |

### Dames
| Date                                                             | Lieu               | Épreuve     | Vainqueur              | Seconde               | Troisième              |
| ---------------------------------------------------------------- | ------------------ | ----------- | ---------------------- | --------------------- | ---------------------- |
| 1er décembre 1990                                                | Val Zoldana        | Géant       | Petra Kronberger       | Vreni Schneider       | Pernilla Wiberg        |
| 2 décembre 1990                                                  | Val Zoldana        | Slalom      | Petra Kronberger       | Ingrid Salvenmoser    | Patricia Chauvet       |
| 8 décembre 1990                                                  | Altenmarkt         | Descente    | Katharina Gutensohn    | Petra Kronberger      | Kerrin Lee-Gartner     |
| 9 décembre 1990                                                  | Altenmarkt         | Super G     | Petra Kronberger       | Sigrid Wolf           | Anita Wachter          |
| 16 décembre 1990                                                 | Meiringen          | Super G     | Chantal Bournissen     | Petra Kronberger      | Lucie Laroche          |
| 21 décembre 1990                                                 | Morzine            | Descente    | Petra Kronberger       | Chantal Bournissen    | Varvara Zelenskaïa     |
| 22 décembre 1990                                                 | Morzine            | Slalom      | Blanca Fernandez-Ochoa | Pernilla Wiberg       | Vreni Schneider        |
| 22 décembre 1990                                                 | Morzine            | Combiné     | Ingrid Stöckl          | Florence Masnada      | Sabine Ginther         |
| 6 janvier 1991                                                   | Bad Kleinkirchheim | Descente    | Katharina Gutensohn    | Sabine Ginther        | Chantal Bournissen     |
| 7 janvier 1991                                                   | Bad Kleinkirchheim | Slalom      | Pernilla Wiberg        | Monika Maierhofer     | Christine von Grünigen |
| 7 janvier 1991                                                   | Bad Kleinkirchheim | Combiné     | Petra Kronberger       | Sabine Ginther        | Florence Masnada       |
| 11 janvier 1991                                                  | Kranjska Gora      | Géant       | Vreni Schneider        | Nataša Bokal          | Petra Kronberger       |
| 12 janvier 1991                                                  | Kranjska Gora      | Slalom I    | Nataša Bokal           | Monika Maierhofer     | Veronika Sarec         |
| 13 janvier 1991                                                  | Kranjska Gora      | Slalom II   | Petra Kronberger       | Ingrid Salvenmoser    | Veronika Sarec         |
| 18 janvier 1991                                                  | Meribel            | Descente    | Petra Kronberger       | Carole Merle          | Veronika Wallinger     |
| 19 janvier 1991                                                  | Meribel            | Super G     | Petra Kronberger       | Michaela Gerg-Leitner | Carole Merle           |
| Championnats du monde à Saalbach du 22 janvier au 3 février 1991 |                    |             |                        |                       |                        |
| 8 février 1991                                                   | Garmisch           | Descente    | Chantal Bournissen     | Carole Merle          | Veronika Wallinger     |
| 9 février 1991                                                   | Garmisch           | Super G     | Carole Merle           | Karin Dedler          | Michaela Gerg-Leitner  |
| 10 février 1991                                                  | Zwiesel            | Géant       | Anita Wachter          | Eva Twardokens        | Vreni Schneider        |
| 24 février 1991                                                  | Furano             | Descente    | Anja Haas              | Chantal Bournissen    | Varvara Zelenskaïa     |
| 24 février 1991                                                  | Furano             | Super G     | Carole Merle           | Edith Thys            | Sabine Ginther         |
| 15 mars 1991                                                     | Vail               | Descente I  | Sabine Ginther         | Lucie Laroche         | Chantal Bournissen     |
| 16 mars 1991                                                     | Vail               | Descente II | Chantal Bournissen     | Anja Haas             | Sabine Ginther         |
| 17 mars 1991                                                     | Vail               | Géant       | Vreni Schneider        | Julie Lunde Hansen    | Anita Wachter          |
| 9 mars 1991                                                      | Lake Louise        | Descente    | Sabine Ginther         | Chantal Bournissen    | Svetlana Gladishiva    |
| 10 mars 1991                                                     | Lake Louise        | Géant       | Pernilla Wiberg        | Vreni Schneider       | Sylvia Eder            |
| 11 mars 1991                                                     | Lake Louise        | Slalom      | Vreni Schneider        | Kristina Andersson    | Anita Wachter          |
| 20 mars 1991                                                     | Waterville Valley  | Slalom      | Pernilla Wiberg        | Vreni Schneider       | Petra Kronberger       |
| 22 mars 1991                                                     | Waterville Valley  | Géant       | Julie Parisien         | Ulrike Maier          | Julie Lunde Hansen     |

## Coupe des nations
| Rang | Nom        | Points | Victoire(s) | Podium(s) |
| ---- | ---------- | ------ | ----------- | --------- |
| 1    | Autriche   | 2313   | 18          | 58        |
| 2    | Suisse     | 1233   | 11          | 30        |
| 3    | Allemagne  | 752    | 4           | 9         |
| 4    | Norvège    | 676    | 4           | 15        |
| 5    | France     | 556    | 3           | 11        |
| 6    | Italie     | 542    | 6           | 12        |
| 7    | Suède      | 535    | 5           | 11        |
| 8    | États-Unis | 299    | 1           | 3         |
| 9    | Canada     | 282    | -           | 5         |
| 10   | Luxembourg | 242    | 3           | 9         |

| Rang | Nom        | Points | Victoire(s) | Podium(s) |
| ---- | ---------- | ------ | ----------- | --------- |
| 1    | Autriche   | 923    | 5           | 23        |
| 2    | Suisse     | 676    | 5           | 13        |
| 3    | Norvège    | 607    | 4           | 13        |
| 4    | Italie     | 522    | 6           | 12        |
| 5    | Suède      | 323    | 2           | 5         |
| 6    | Allemagne  | 260    | 2           | 4         |
| 7    | Luxembourg | 242    | 3           | 9         |
| 8    | France     | 155    | 1           | 3         |
| 9    | Canada     | 92     | -           | 2         |
| 10   | États-Unis | 42     | -           | -         |

| Rang | Nom         | Points | Victoire(s) | Podium(s) |
| ---- | ----------- | ------ | ----------- | --------- |
| 1    | Autriche    | 1390   | 13          | 35        |
| 2    | Suisse      | 557    | 6           | 17        |
| 3    | Allemagne   | 492    | 2           | 5         |
| 4    | France      | 401    | 2           | 8         |
| 5    | États-Unis  | 257    | 1           | 3         |
| 6    | Suède       | 212    | 3           | 6         |
| 7    | Canada      | 190    | -           | 3         |
| 8    | Yougoslavie | 176    | 1           | 4         |
| 9    | URSS Russie | 124    | -           | 3         |
| 10   | Espagne     | 88     | 1           | 1         |

Classement final